# ダウンランド組曲
ダウンランド組曲（A Downland Suite）は、1932年にジョン・アイアランドが作曲したブラスバンドのための組曲。
1932年10月1日にロンドンのクリスタル・パレスで開催された、全英ブラスバンド選手権（National Brass Band Championship of Great Britain）の課題曲として作曲された。曲は友人であるケネス・ライト（Kenneth Wright）に献呈された。
イングランド南東部のサセックスの丘陵地帯の情景を音楽で描いている。
作曲者自身（第2、3曲）と弟子のジェフリー・ブッシュ（第1、4曲）による弦楽合奏版や、レイ・ステッドマン＝アレンによる吹奏楽版など、様々な編成のための編曲が存在する。

## 構成
4つの楽章から構成される。
1. 前奏曲 Allegro energico
2. エレジー Lento espressivo
3. メヌエット Allegretto grazioso
4. ロンド Poco allegro